# Роберто Менини
Роберто Менини е римокатолически архиепископ, апостолически викарий на Софийско-пловдивския апостолически викариат.

## Биография
Архиепископ Роберто Менини е роден на 18 октомври 1837 година в Сплит. Като далматинец, той добре познава южнославянските езици. Започва да учил право, но после се прехвърля и завършва богословие в Грацкия университет, Австрия. На 5 юли 1863 година Роберто Менини е посветен в свещенически сан при Ордена на капуцините.
На 30 януари 1880 година е избран за титулярен метелополски епископ и назначен за коадютор на апостолическия викарий на София и Пловдив епископ Франческо Рейнауди. Ръкоположен е на 2 февруари 1880 година. Успява да овладее български език. На 5 май 1885 година, след смъртта на Рейналди, Менини става софийско-пловдивски викарий и на 19 май е повишен в сан архиепископ на Гангренската архиепископия. Първата негова грижа е да преструктурира семинария в Пловдив с помощта на главния настоятел на капуцините в Рим и да я направи международна. Съединението на Княжество България и Източна Румелия налага през 1894 г. тази семинария да бъде разделена на две: младежите чужденци са изпратени в Цариград, а българите остават в Пловдив.
През 1891 г. е открита Клементинската болница в София, а през 1896 г. е построена нова сграда на католическата болница в Пловдив, поверена на сестрите терциарки.
В началото на 1897 г. архиепископът внася в Министерството на външните работи и изповеданията проект за договор между България и Светия Престол. Проектът съдържа 17 члена и предвижда нова организация на Католическата църква в България като архиепископия със седалище в София и епископски катедри в провинцията, урежда различни взаимоотношения между църквата и държавата, изяснява някои спорни проблеми от семейно-правен характер и регламентира възможностите за религиозно-просветна дейност на католическите ордени и конгрегации. Предложението е съпроводено и с идея за календарна реформа, с която България да приеме Грегорианския календар. Предложенията остават неосъществени.
През 1889 г. е довършена и осветена църквата „Света Йосиф“ в София. В Пловдив през 1903 г. е осветена и новата църква „Света Богородица Лурдска“. През 1906 г. с одобрението на папа Пий X основава Католически орден „Кръстът на светиите Кирил и Методий“. Наградата се връчва на благотворители на Католическата църква в България от двата пола. През 1910 г. Менини закупува терени в София за построяване на сиропиталище и училище „Санта Мария“. Роберто Менини е автор на редица богословски книги.
Той заболява и умира в Клементинската болница в София през 1916 г., след като е преживял в България 36 години. Тялото му е пренесено в Пловдив, където е погребан в катедралата „Свети Лудвиг“ до двамата негови предшественици – Андреа Канова и Франческо Рейнауди.
През 2006 г. в Тренто Винченцо Крискуоло издава монография посветена на епископ Роберто Менини.